# Pal (cane)

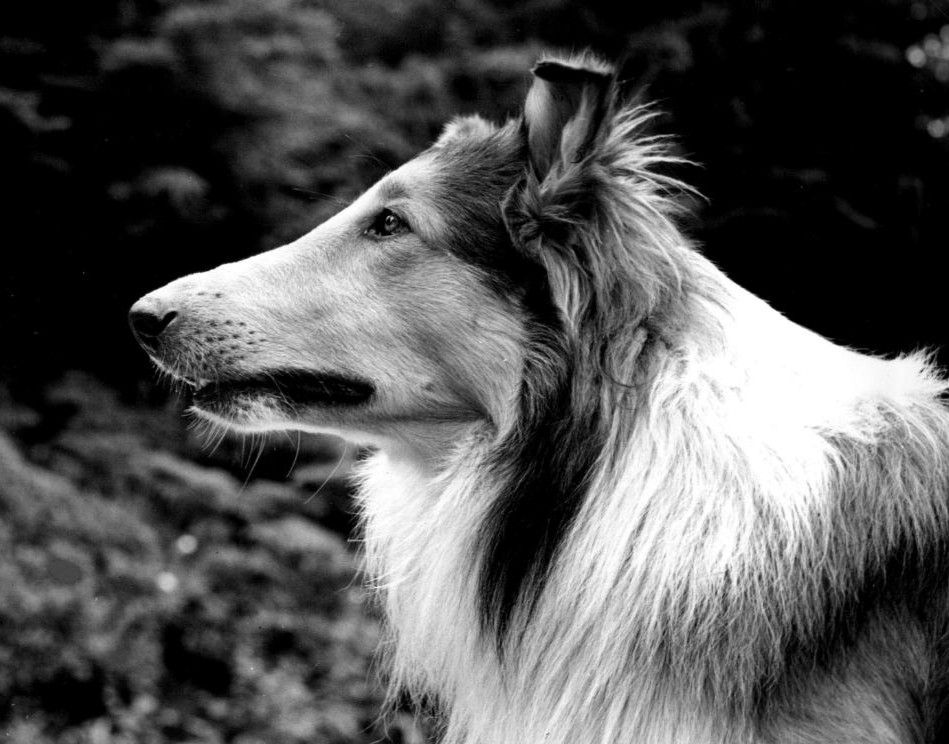
Pal nel 1942, nel ruolo di Lassie.

Pal (North Hollywood, 4 giugno 1940 – North Hollywood, 18 giugno 1958) è stato un cane di razza Rough Collie, nonché il primo di una linea di cani attori a ritrarre il personaggio Lassie.

## Biografia
Discendente di "Old Cockie", ancora oggi considerato il primo grande collie d'Inghilterra del XIX secolo, Pal nacque a North Hollywood, California, nel 1940, presso il Glamis Kennels di proprietà di Cherry Osborne.
Pal cambiò famiglia e arrivò all'addestratore di Hollywood Rudd Weatherwax, poiché Pal aveva sviluppato una cattiva abitudine nell'abbaiare incontrollatamente e ad inseguire le motociclette. Weatherwax apprese che la Metro-Goldwyn-Mayer era intenzionata a realizzare un film basato sul romanzo Torna a casa, Lassie!. Pal era tra i 1.500 cani che fecero l'audizione per il ruolo del cane protagonista, ma fu inizialmente respinto poiché di sesso maschile, occhi troppo grandi, testa troppo piatta ed una fiammata bianca che gli correva lungo la fronte. Un collie femmina, già vincitrice di alcuni concorsi, venne inizialmente selezionata per interpretare Lassie; Weatherwax venne assunto per addestrarla, mentre Pal tornò utile come cane stunt.
Durante le riprese, venne presa la decisione di approfittare di una massiccia inondazione del fiume San Joaquin, nella California centrale, per ottenere alcune riprese spettacolari per il film. La femmina di collie era ancora in periodo d'addestramento e si rifiutò d'entrare nelle alte acque create dall'alluvione. Weatherwax era sul posto con Pal e si offrì di far esibire il suo cane in una ripresa in cinque fasi, in cui Pal avrebbe prima nuotato nel fiume per poi infine giacere immobile, completamente esausto. Pal si esibì eccezionalmente bene e la scena fu completata in una sola ripresa. Il regista Fred M. Wilcox rimase così impressionato dall'esibizione di Pal che aveva "le lacrime agli occhi", in base alla testimonianza di Weatherwax. In risposta, i produttori decisero di rilasciare la femmina di collie e Pal venne ufficialmente assunto per il ruolo di "Lassie". Dopo il suo debutto cinematografico di successo, Howard Peck, l'ex proprietario di Pal, cercò di reclamare il cane quando ormai la proprietà legale fu confermata a Weatherwax. 
Pal recitò in altri sei film di Lassie, sempre per conto della MGM, dalla metà degli anni '40 ai primi anni '50. Dopo la realizzazione de L'oro delle montagne, i dirigenti della MGM appurarono che Pal ormai aveva fatto il suo corso e non pianificarono film futuri con il personaggio; cercarono quindi un modo per sciogliere il contratto con Weatherwax, preoccupato sul futuro di Pal e quindi sull'immagine di Lassie. Alla fine Weatherwax, rendendosi conto del declino di Pal, accettò $ 40.000 di stipendio arretrato e si ritirò insieme al suo cane, anche se tempo dopo Pal venne nuovamente preso in considerazione ed accettato nel riprendere il ruolo di Lassie nei primi due episodi pilota della serie TV del 1954.
Ritiratosi definitivamente dal grande e dal piccolo schermo, Pal apparve in seguito in alcuni spettacoli, fiere e rodei negli Stati Uniti. Nel 1957, Pal divenne cieco e sordo; nel giugno del 1958, a 18 anni, Pal morì per cause naturali presso la casa del suo addestratore Weatherwax, che lo seppellì nel suo ranch a North Hollywood, California. Prima di morire, Pal generò una linea di discendenti che hanno continuato ad interpretare Lassie; nelle varie serie televisive, che vanno dal 1954 al 1973, il figlio di Pal (Lassie Junior) ed i suoi nipoti (Spook e Baby), hanno lavorato nelle prime stagioni. Successivamente il ruolo di Lassie venne affidato anche a cani, sempre di razza Rough Collie, non imparentati con Pal e ciò causò una serie di proteste. In seguito, il ruolo di Lassie venne nuovamente affidato a Rough Collie imparentati con Pal; i primi furono Howard ed HeyHey, discendenti di Pal rispettivamente di ottava e nona generazione, entrambi addestrati da Carol Riggins, già co-addestratrice di Robert Weatherwax (figlio di Rudd). A tutt'oggi, Carol Riggins è proprietaria ufficiale ed addestratrice di un Rough Collie anch'esso di nome "Pal", discendente diretto di decima generazione del Pal originale. 
Nel 1992, The Saturday Evening Post dichiarò che Pal ebbe "la carriera canina più spettacolare nella storia del cinema".

## Filmografia

### Cinema
- Torna a casa, Lassie!, regia di Fred McLeod Wilcox (1943)
- Il figlio di Lassie, regia di Sylvan Simon (1945)
- Il coraggio di Lassie, regia di Fred McLeod Wilcox (1946)
- Casa mia, regia di Fred McLeod Wilcox (1948)
- Primavera di sole, regia di Richard Thorpe (1949)
- Il ritorno di Lassie, regia di Richard Thorpe (1949)
- L'oro delle montagne, regia di Harold F. Kress (1951)

### Televisione
- Lassie: Inheritance, regia di Leslie Goodwins (1954)
- Lassie: The Well, regia di Leslie Goodwins (1955)